# Михайловка (Железинський район)
Миха́йловка (каз. Михайловка) — село у складі Железинського району Павлодарської області Казахстану. Адміністративний центр Михайловського сільського округу.
Населення — 1192 особи (2021; 1376 у 2009, 2313 у 1999, 3744 у 1989).
Національний склад станом на 1989 рік:
- росіяни — 60 %;
- німці — 21 %.